# 대전교통공사 2000호대 전동차
대전교통공사 2000호대 전동차는 대전 도시철도 2호선에 사용될 차량이다.

## 개요
2024년 7월, 대전광역시는 현대로템과 수소트램 34편성에 대한 제작 계약을 체결하였다.
수소를 이용하여 전기를 만들어 운행하는 수소 전기 트램으로, 현대로템제이다. 1회 충전으로 200km 이상 주행이 가능하며 도심 내 전력 공급선 설치가 필요 없는 완전 무가선 방식으로 건설된다. 또한, 오염물질을 배출하지 않으므로 운행 과정에서 미세먼지를 정화함으로써 대기질을 개선하는 효과가 있다. 제작사 현대로템은 2026년 하반기에 최초 1편성을 시작으로 2028년 상반기까지 순차적으로 총 34편성을 제작, 납품할 예정이다.
2024년 12월 11일 진행된 착공식에서 수소트램 디자인의 초안이 공개되었다. 전문과 자문, 시민선호도 조사 등을 거쳐 최종 디자인은 2025년 2월경 최종 확정될 예정이다.

## 특징
2024년 8월,〈대전 도시철도 2호선 수소트램, 차량 제작 착수 시민 보고회〉에서 이원상 현대로템 상무가 밝힌 내용에 따르면, 트램 측면 유리에 투명 OLED(유기 발광 다이오드)를 비롯한 각종 첨단 장비가 설치되며, 화재 위험이 적은 LTO(리튬티탄산화물) 배터리가 탑재된다. 또한 전방 충돌 경보장치와 자동제동 장치가 장착된다.

## 같이 보기
- ● 대전 도시철도 2호선